# Tweeddale
Tweeddale (gael. Srath Thuaidh) – rejon administracyjny w Szkocji, w hrabstwie Scottish Borders, obejmujący obszar tzw. "area committee" (jednostki administracyjnej mniejszej od hrabstwa) oraz rejon wyborczy tzw. "lieutenancy area" skąd pochodzą "lordowie lieutenanci" - reprezentujący monarchię brytyjską na danym terenie. Nazwę wywodzi od rzeki Tweed.
Lord lieutant to tytuł honorowy i prestiżowy. Głównym zadaniem osoby pełniącej tę funkcję jest powitanie przedstawiciela rodziny królewskiej, gdy zawita na dany obszar i towarzyszenie mu w podróży. W Anglii rejony te zwane są "ceremonial county" - ceremonialnymi hrabstwami a w Szkocji "lieutenancy areas".
W czasie różnych przemian administracyjnych Szkocji, Tweeddale było dystryktem w obecnym hrabstwie Scottish Borders (ówcześnie zwanym regionem "Scottish Borders"). Teren tego dystryktu pokrywał się w przeważającej mierze z obszarem dawnego hrabstwa Peeblesshire. Jeden z tytułów parowskich w Szkocji to właśnie tytuł markiza Tweeddale.
Nazwa Tweeddale funkcjonuje wśród miejscowej społeczności. Tak nazywa się np. lokalna grupa prasowa "Tweeddale Press Group".